# رأی ندادن
رأی ندادن راهبردی است که لیبرترین‌ها و آنارشیست‌ها و برخی گروههای سیاسی مخالف حکومت متعددی به کار می‌گیرند که می‌خواهند یک جامعه آزاد را ترویج کنند ولی رأی دادن را غیراخلاقی و ناکارامد می‌دانند.

## توجیه
برخی کسانی که رأی نمی‌دهند، در حمایت از این راهبرد ادعا می‌کنند که رأی دادن تفاوت مثبتی ایجاد نمی‌کند. مثلاً بنا به گفتهٔ مشهور اما گلدمن آنارشیست، «اگر رأی دادن چیزی را عوض می‌کرد، ممنوعش می‌کردند.»
علاوه بر رای ندهندگان راهبردی، رای ندهندگان اخلاقی هم وجود دارند که رأی دادن را نه فقط به این دلیل که تاکتیکی غیر مؤثر است، بلکه در تمامیت آن رد می‌کنند، به این خاطر که این عمل را اعطای مجوز تحت فرمان حکومت درآمدن می‌دانند، که ابزاری برای اعمال کنترل نامشروع بر هموطنان و خود شخص است؛ بنابراین، طبق این دیدگاه شخص از طریق رای دادن اصل عدم تجاوز را نقض می‌کند. هربرت اسپنسر اعلام کرد که چه شخص برای کاندید پیروز رای دهد، چه به کاندید مغلوب، و چه از رای دادن خودداری کند، او محکوم به اجازه دادن حکومتگری کاندید پیروز است.